# Uncharted: The Lost Legacy
Uncharted: The Lost Legacy är ett actionäventyrsspel utvecklat av Naughty Dog och utgivet av Sony Interactive Entertainment i augusti 2017 till Playstation 4, som en fristående expansion till Uncharted-serien. Spelaren kontrollerar Chloe Frazer, som söker efter skatten "Ganeshs bete" i Indiens berg mitt under ett inbördeskrig, med hjälp av legosoldaten Nadine Ross. Spelet spelas från ett tredjepersonsperspektiv, där spelare använder sig av skjutvapen, närstridsattacker och smygande för att försvara mot fiender. Spelaren löser pussel, som innehåller flera plattformselement för att göra framsteg i spelet, och kan navigera i spelvärlden till fots eller med ett fordon.
Utvecklingen av The Lost Legacy började strax efter Uncharted 4: A Thief's End släpptes i maj 2016. Chloe blev det centrala fokuset i spelet, där spelets berättelse, design och spelupplägg speglar hennes karaktär. Claudia Black och Laura Bailey spelar rollerna som Chloe respektive Nadine genom röst- och rörelseinspelning, och hjälpte författaren Josh Scherr och kreative regissören Shaun Escayg med utvecklingen av karaktärerna och berättelsen. Spelet bygger på de spelelement som skapats i de tidigare Uncharted-spelen med sin mer öppna spelupplevelse. The Lost Legacy fick positiva recensioner av recensenter, som berömde spelets grafik och spelupplägg, men kritiserade dess brist på innovation.